# 도이정 (시즈오카현)
도이정(일본어: 土肥町)은 일본 시즈오카현 다가타군에 설치되었던 정이다. 이즈반도의 서부에 존재했다.
2004년 4월 1일에 아마기유가시마정, 나카이즈정, 슈젠지정과 합병해 이즈시가 성립해 도이정은 폐지되었다.

## 지리
이즈 반도의 중서부, 스루가 만에 면한다.기후는 스루가 만 강 건너 산보의 마쓰바라 등과 마찬가지로 온난하다.특히 연인곶은 남녀 커플이 많이 찾는 해안으로 유명하다.

## 역사
- 1889년 4월 1일 - 정촌제 시행과 함께 도이촌이 성립하였다.
- 1938년 4월 1일 - 정으로 승격해 도이정이 되었다.
- 1956년 9월 30일 - 사이즈촌을 편입하였다.
- 1961년 11월 29일 - 정장이 제정되었다.
- 2004년 4월 1일 - 슈젠지정, 아마기유가시마정, 나카이즈정과 합병해 이즈시가 성립하였다.

## 교통

### 도로
- 국도 제136호선

## 참고 문헌
- 角川日本地名大辞典編纂委員会,『角川日本地名大辞典 22 静岡県』, 角川書店, 1978年, ISBN 4040012208